# 17 Eridani
17 Eridanus (v Eridanus) é uma estrela na direção da Eridanus. Possui uma ascensão reta de 03h 30m 37.05s e uma declinação de −05° 04′ 30.6″. Sua magnitude aparente é igual a 4.74. Considerando sua distância de 380 anos-luz em relação à Terra, sua magnitude absoluta é igual a −0.60. Pertence à classe espectral B9Vs.